# Yoon Sohui

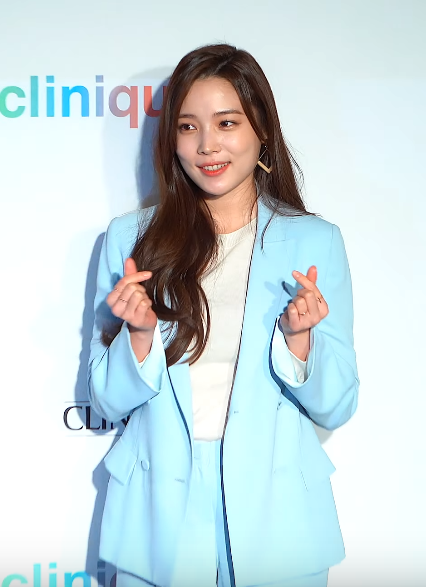
Yoon Sohui, 2019

Yoon Sohui (* 7. Mai 1993 in Stuttgart, Deutschland) ist eine südkoreanische Schauspielerin.

## Leben
Yoon Sohui wurde am 7. Mai 1993 in Stuttgart geboren und wuchs dort die ersten sechs Jahre ihres Lebens auf. Seit 2011 studiert sie am KAIST, nimmt sich allerdings aktuell eine Auszeit.

## Filmografie

### Filme
- 2015: Salut d’Amour (장수상회 Jangsusanghoe)
- 2016: Life Risking Romance (목숨 건 연애 Moksum Geon Yeonae)

### Fernsehserien
- 2013: Kal-gwa Kkot (칼과 꽃)
- 2013: Afrika-eseo Saranamneun Beop (아프리카에서 살아남는 법)
- 2013: Siksya-reul Hapsida (식샤를 합시다)
- 2014: Love in Memory 2 – Appa-ui Note (러브 인 메모리 2 - 아빠의 노트, Webdrama)
- 2014: 12-nyeonman-ui Jaehoe: Dallae Doen, Jangguk (12년만의 재회: 달래 된, 장국)
- 2014: Big Man (빅맨)
- 2014: Yeonae Malgo Gyeolhon (연애 말고 결혼)
- 2014: Bimil-ui Mun: Uigwe Sarin Sageon (비밀의 문: 의궤 살인 사건)
- 2015: Saranghaneun Eundonga (사랑하는 은동아)
- 2016: Gieok (기억)
- 2016: Saranghamyeon Jungneun Yeoja Bongsuni (사랑하면 죽는 여자 봉순이, Naver tvcast, Webdrama)
- 2016 One more Time (Netflix-Serie)
- 2018 Witch’s Love